# Focus (rete televisiva)
Focus è un'emittente televisiva italiana lanciata nel 2012 e gestita prima da Switchover Media, poi dal 2013 al 2018 da Discovery Italia, e infine dal 2018 da Mediaset. Si occupa di factual, e intrattenimento, e tratta argomenti di scienze naturali, pseudoscienza, storia, con l'aiuto dell'omonima rivista.

## Storia

### Gestione Switchover Media
Il canale appare a mezzanotte del 13 luglio 2012 sotto forma di cartello promozionale, sostituendo Doc-U: le trasmissioni iniziano ufficialmente alle ore 8:00 del 28 luglio successivo.
La nascita di questo canale si deve a un accordo di licenza tra Switchover Media e Mondadori, editore della rivista Focus.

### Gestione Discovery Italia
Con l'assorbimento di Switchover Media, il 14 gennaio 2013 il canale passa a Discovery Italia così come gli altri canali editi dalla stessa società. Tra gli effetti di tale passaggio vi sono i programmi di maggior carattere divulgativo trasmessi anche da altri canali del gruppo come Megacostruzioni e Com'è fatto. Inoltre, in occasioni della prima e dell'ultima puntata di programmi in prima visione esclusiva, come Bake Off Italia, il programma viene diffuso in simulcast su più reti del gruppo Discovery.
Dal 15 ottobre 2013 il canale rinnova logo e grafica.
Il 29 gennaio 2015 la luminosa adotta il riquadro rosso con la scritta in bianco, passando in alto a sinistra dello schermo, mentre in alto a destra venne aggiunta la scritta del programma in onda. 
Il 6 febbraio seguente viene aggiunta la D del logo Discovery alla sinistra del logo di rete, come per gli altri canali free.
Dopo la fine dell'accordo tra Discovery Italia e Mondadori, il 29 aprile 2018 terminano le trasmissioni di Focus sotto la gestione Discovery e al suo posto debutta Motor Trend, un canale dedicato ai motori. Inoltre i programmi del vecchio Focus targato Discovery traslocano su DMAX.

### Gestione Mediaset
Dal 14 maggio 2018 il canale torna nuovamente in onda sotto la gestione Mediaset, con i vari promo, anteprime, nuove grafiche e slogan: “Scoprire e capire il mondo”. Il nuovo Focus targato Mediaset parte ufficialmente il 17 maggio alle 21:15 con il documentario Un anno nello spazio.
Durante la gestione Discovery (fino al 29 aprile 2018), lo speaker ufficiale di Focus era il doppiatore Andrea Mete. Dal 17 maggio 2018, sotto la gestione Mediaset, gli speaker di Focus sono i doppiatori Claudio Moneta, Paola Della Pasqua, Massimo Braccialarghe e Mario Zucca.
Il 26 novembre 2018 ha trasmesso in diretta Marte - Missione Insight, raggiungendo il 5% di share.
Dal 2019 Focus produce anche documentari in proprio, con la partecipazione diretta di divulgatori ed esperti quali Luigi Bignami, Laura Pepe, Gabriella Greison e Alessandro Vanoli.
Focus TV ospita anche repliche, con contenuti aggiuntivi, di programmi delle principali reti Mediaset, come Freedom di Roberto Giacobbo.
Dal 13 marzo 2023 adotta un nuovo slogan: "Scoprire. Comprendere. Informarsi."

## Diffusione
Focus è disponibile in alta definizione sul digitale terrestre nel mux Mediaset 2 alle LCN 35 e 535, su Tivùsat e Sky (Hotbird) e in streaming in HD su Mediaset Infinity e TIMvision.
Il 9 aprile 2014 sbarca per la prima volta sulla piattaforma Sky Italia al canale 418.
Dal 23 luglio 2015 Focus entra anche a far parte nella piattaforma Tivùsat al canale 56.
Il 29 aprile 2018 ha cessato le trasmissioni su tutte le piattaforme.
Dal 14 maggio 2018 Focus è nuovamente visibile sul canale 35 del DTT e dal giorno dopo anche su Tivùsat al numero 60.
Dal 2 gennaio 2019 diventa disponibile anche all'interno della piattaforma Sky Italia al canale 414.
Dal 28 dicembre 2020 la versione satellitare del canale passa in modalità DVB-S2 e ricevibile quindi dai soli dispositivi abilitati all'alta definizione.
Il 1º luglio 2021, in seguito ad una riorganizzazione di alcuni canali Sky, si trasferisce al canale 416 della piattaforma.
Il 17 gennaio 2022, in seguito ad una riorganizzazione di alcuni canali satellitari, si trasferisce al canale 33 di Tivùsat.
Focus va in onda, in alta definizione sul satellite dal 14 luglio 2022, e sul digitale terrestre dal 21 dicembre 2022.

## Palinsesto
Documentario: Storie Maledette. (Similaun, Marchese de Sade ...)

### Programmi in onda sotto la gestione Mediaset
Con la gestione Mediaset, il palinsesto del canale mantiene la sua cifra documentaristica arricchendosi di film e telefilm. La prima serata di ogni giorno è dedicata ad un tema specifico: 
- Lunedì: spazio e scienza;
- Martedì: antropologia;
- Mercoledì: cicli DOC (documentari storico-scientifici);
- Giovedì: film-dossier (a tema storico o scientifico);
- Venerdì: storia;
- Sabato: paranormale, curiosità;
- Domenica: natura.

#### Documentari
- Aerei da Combattimento
- Exoplanets
- Deadly 60
- Deadly 60 on a mission
- Un anno nello spazio
- Undiscovered vistas
- Earth attacks: Il pericolo viene dallo spazio
- Vacanze da incubo
- A German Life - La segretaria di Goebbels
- Master of Engineering
- Indagini ad alta quota
- costruttori di piramidi i loro segreti
- Lo sapevi che?
- Segreti Sotterranei

#### Programmi televisivi
- The Story of God con Morgan Freeman
- Viaggiatori: Uno sguardo sul mondo
- L'Italia tra le stelle

#### Serie televisive
- The State

### Programmi andati in onda sotto la gestione Discovery Italia

#### Documentari
- 9 mesi minuto per minuto
- A caccia di draghi
- A caccia di enigmi
- A caccia di miti
- A caccia di UFO
- A lezione dai gorilla
- Ai confini della scienza
- Airport Security: Animali
- Alieni: nuove rivelazioni
- Alieni: incontri ravvicinati
- Alieni sulla Luna
- Allarme terra!
- America sepolta
- America: vero o falso?
- America: terra promessa
- Analisi di un disastro
- Animal Science
- Animali orme nella storia
- Anno Zero: il mondo al tempo di Gesù
- Aperitivo con gli alieni
- Armate letali
- Atlante terrestre
- Austin Stevens: animali pericolosi
- Bahama Blue
- Battle Plan
- Bella scoperta! - Antiche invenzioni
- Battaglie animali
- Big!
- Cacciatori di alieni
- Città ai raggi X
- Città misteriose
- Clima assassino
- Clima dell'altro mondo
- Codici e segreti
- Come è fatto
- Come è fatto il cibo
- Costruzione di un impero
- Come funziona la Terra
- Come funziona l'universo
- Cosmos: Odissea nello spazio
- Cose di questo mondo
- Crescere...
- Crisis Control
- Curiosity
- Da Vinci Reloaded
- Demolition dinasty
- Disastri in orbita
- Distruggere per creare
- Dittatori del 900
- Egitto: la città sommersa
- Enigmi alieni
- Enigmi svelati
- Epidemie killer
- Eureka! Il potere delle idee
- Evoluzioni bestiali
- Faide di sangue
- Fatti a fette
- Fobia - di cosa hai paura?
- Forensic files
- Fortezze sotto assedio
- Gli eroi del ghiaccio - Himalaya
- Gli insetti di Ruud
- Grandi predatori
- Guida galattica ai mondi alieni
- Gunpowder
- History of the World
- Hitler segreto
- Hubble: 25 anni in orbita
- Homo spatius
- I cacciatori del mare
- Il continente di ghiaccio
- Il destino del pianeta Terra
- Il killer dei ghiacci
- Il mostro delle galassie
- Incontri alieni
- Inquisizione: Racconti del terrore
- Invenzioni impossibili
- Il regno dei morti
- Il signore degli insetti
- Il vangelo secondo Maria
- Il veleno più pericoloso del mondo
- I misteri di Ercolano
- I più grandi spettacoli dopo il Big Bang
- I segreti del tempo
- I segreti della Terra
- I segreti dell'arsenale
- I segreti dell'Egitto
- I Segreti dell'Antica Roma
- I Segreti di Ercolano
- I signori dell'acqua
- I soldati del mare
- In diretta dalla Luna
- Incontri alieni
- Indagini ad alta quota
- Ingegneria del disastro
- Ingegneria degli abissi
- Inferno in alto mare!
- Intersections
- In principio era la Terra
- Invenzioni impossibili
- Io e i miei parassiti
- Istinti diabolici
- I segreti della Bibbia
- Jeff Corwin: visti da vicino
- John Lydon: insetti da incubo
- Jurassic Fight Club
- Killer Contact: omicidi nella storia
- La bella addormentata di Palermo
- La grande avventura di O'Shea
- L'impero delle macchine
- La guerra civile spagnola
- La preistoria dell'Universo
- La rivoluzione russa a colori
- La storia dell'universo
- La storia proibita
- La Terra dopo i dinosauri
- La Terra dopo l'uomo
- La vita dopo la morte
- Le avventure di Jeff Corwin
- Le città segrete
- Le meraviglie dell'Universo
- Le meraviglie del mondo sommerso
- Le sette meraviglie
- Le strade della paura
- Leggende bestiali
- Live on Us-Pianeta Uomo
- L'invasione degli squali
- L'origine dello squalo
- Mankind: la storia di tutti noi
- Malattie misteriose
- Mammiferi vs Dinosauri
- Marchio di fabbrica
- Medioevo da brivido
- Mega aerei
- Mega aeroporto ai raggi x
- Megadisastri
- Megacostruzioni
- Mega ingegneria
- Mega navi
- Mega navi da crociera
- Mega naufragi
- Megafabbriche
- Megadisastri aerei
- Mega spedizioni[12]
- Megastrutture antiche
- Mega traslochi
- Mission Critical: Hubble
- Missione invisibile
- Morning Glory
- Morsa letale
- Motor city motors
- Mummie aliene
- Mutant Planet
- MythBusters
- NASA X-Files
- Natural World
- Natura selvaggia
- Nei panni degli animali
- Nell'occhio del ciclone
- Nel regno degli oranghi
- Night
- Non è possibile
- Octopus volcano
- Odissea di fuoco
- Oggetti ai raggi X
- Oltre le porte del Vaticano
- One Strange Rock
- Ora X
- Origins: invenzioni nella storia
- Pandemia
- Panorami cosmici
- Peal to peak
- Pericolo ad alta quota
- Pianeta Terra
- Plutone: l'ultima frontiera
- Polvere di stelle - Alla scoperta delle comete
- Potrebbe succedere
- Predatori sottomarini
- Prehistoric Preistoria
- Giant constructions
- Quella sporca città
- Ricerca negli abissi
- Ridotti all'osso: scheletri animali
- Rock legends
- Roma: il trionfo e la caduta
- Roma: la potenza di un impero
- Scontro in mare aperto
- Scuba car
- S.O.S. Squali
- Segreti di guerra
- Siamo nati così
- Sopravvissuti
- Sopravvivenza bestiale
- Speed of life
- Squali alieni
- Stalin segreto
- Strumenti di morte
- Super senses
- La macchina pensante
- Terra. Evoluzione di un pianeta
- Tesori nascosti
- The Sixties
- Time Team
- Ti presento i romani
- Ti spezzo in due
- Titanoboa
- Top Secret: ipotesi di complotto
- Top Ten Sharkdown: i più letali
- Trasporti bestiali
- Tutankhamun (miniserie televisiva)
- Tutto quello che volevate sapere sulla CIA
- Una notte al museo
- Unexplained Files
- Universo ai raggi X
- Vedere è credere?
- Viaggio al centro della Terra
- Viaggio nella mente
- Wild Menu
- Wild Mexico
- Wildest Australia
- Wildest Indocina
- Wildest Latin America
- World's Top 5
- WWII - Gli archivi ritrovati
- X Machines

## Ascolti

### Share mensile di Focus
Dati Auditel relativi al giorno medio mensile sul target individui 4+.
| Anno | Gen   | Feb   | Mar   | Apr   | Mag   | Giu   | Lug   | Ago   | Set   | Ott   | Nov   | Dic   | Media anno |
| ---- | ----- | ----- | ----- | ----- | ----- | ----- | ----- | ----- | ----- | ----- | ----- | ----- | ---------- |
| 2012 | -     | -     | -     | -     | -     | -     | -     | -     | 0,47% | 0,45% | 0,42% | 0,49% | 0,19%      |
| 2013 | 0,47% | 0,40% | 0,36% | 0,44% | 0,45% | 0,55% | 0,65% | 0,72% | 0,60% | 0,56% | 0,56% | 0,66% | 0,54%      |
| 2014 | 0,71% | 0,69% | 0,70% | 0,74% | 0,72% | 0,70% | 0,83% | 0,96% | 0,75% | 0,70% | 0,67% | 0,73% | 0,74%      |
| 2015 | 0,72% | 0,71% | 0,71% | 0,78% | 0,72% | 0,80% | 0,78% | 0,92% | 0,77% | 0,75% | 0,68% | 0,79% | 0,76%      |
| 2016 | 0,76% | 0,78% | 0,78% | 0,77% | 0,75% | 0,74% | 0,80% | 0,87% | 0,80% | 0,75% | 0,77% | 0,79% | 0,78%      |
| 2017 | 0,74% | 0,66% | 0,67% | 0,77% | 0,75% | 0,80% | 0,83% | 0,91% | 0,73% | 0,72% | 0,73% | 0,78% | 0,75%      |
| 2018 | 0,78% | 0,73% | 0,64% | 0,60% | 0,30% | 0,68% | 0,66% | 0,70% | 0,54% | 0,50% | 0,51% | 0,55% | 0,60%      |
| 2019 | 0,55% | 0,52% | 0,52% | 0,58% | 0,56% | 0,62% | 0,70% | 0,72% | 0,65% | 0,65% | 0,65% | 0,68% | 0,61%      |
| 2020 | 0,68% | 0,65% | 0,63% | 0,72% | 0,76% | 0,74% | 0,82% | 0,92% | 0,72% | 0,69% | 0,67% | 0,77% | 0,73%      |
| 2021 | 0,75% | 0,71% | 0,70% | 0,71% | 0,66% | 0,79% | 0,79% | 0,90% | 0,87% | 0,84% | 0,89% | 0,93% | 0,79%      |
| 2022 | 0,90% | 0,82% | 1,22% | 0,94% | 1,01% | 1,11% | 1,04% | 1,13% | 0,94% | 0,86% | 0,91% | 0,99% | 0,94%      |
| 2023 | 0,97% | 0,93% | 0,98% | 1,02% | 0,92% | 1,05% | 1,07% | 1,17% | 0,99% | 0,89% | 0,88% | 0,96% | 0,98%      |
| 2024 | 0,93% | 0,92% | 0,88% | 0,91% | 0,92% | 0,98% | 0,95% | 1,18% | 1,07% | 0,98% | 0,97% | 1,02% | 0,97%      |
| 2025 | 1,03% | 0,95% | 1,01% | 1,08% | 0,94% | 1,03% |       |       |       |       |       |       |            |

## Loghi

28 luglio 2012 - 15 ottobre 2013
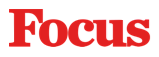
15 ottobre 2013 - 29 gennaio 2015
In uso dal 29 gennaio 2015